# Flavipanurgus granadensis
Flavipanurgus granadensis är en biart som först beskrevs av Warncke 1987.  Flavipanurgus granadensis ingår i släktet Flavipanurgus och familjen grävbin. Inga underarter finns listade i Catalogue of Life.